# Малахув (Свентокшиське воєводство)
Малахув (пол. Małachów) — село в Польщі, у гміні Конське Конецького повіту Свентокшиського воєводства.
Населення — 88 осіб (2011).
У 1975-1998 роках село належало до Келецького воєводства.

## Демографія
Демографічна структура на день 31 березня 2011 року:
|          | Загалом | Допрацездатний вік | Працездатний вік | Постпрацездатний вік |
| -------- | ------- | ------------------ | ---------------- | -------------------- |
| Чоловіки | 49      | 4                  | 37               | 8                    |
| Жінки    | 39      | 0                  | 16               | 23                   |
| Разом    | 88      | 4                  | 53               | 31                   |